# 베로니카 포르케
베로니카 포르케(Verónica Forqué, 1955년 12월 1일~2021년 12월 13일)는 스페인의 배우이다.

## 출연 작품
- 위 니드 투 토크 (2016)
- 알리 (2012)
- 퀸즈 (2005)
- 키카 (1993)
- 왜 섹스를 사랑이라고 말하나 (1992)
- 살사 로사 (1991)
- 내 사랑 돈 쥬앙 (1990)
- 처녀 길들이기 (1989)
- 마타도르 (1986)
- 내가 뭘 잘못 했길래 (1984)
- 전쟁과 십자가 (1977)